# The Romance of an Old Maid
Pour plus de détails, voir Fiche technique et Distribution.
The Romance of an Old Maid est un film muet américain réalisé par Otis Turner et sorti en 1912.

## Synopsis
Ruth Dayton rencontre Frank Rogers, un veuf, et sa fille Lucille. Elle va aider Frank à se sortir de son alcoolisme et à retrouver une situation. Il finira par tomber amoureux d'elle et elle pourra ainsi prendre soin de lui et de sa fille.

## Fiche technique
- Titre original : The Romance of an Old Maid
- Réalisation : Otis Turner
- Scénario : R.H. Danforth
- Producteur : Carl Laemmle
- Société de production : Independent Moving Picture Company
- Société de distribution : Motion Picture Distributors and Sales Company
- Pays d'origine :  États-Unis
- Langue : film muet avec les intertitres en anglais
- Format : Noir et blanc — 35 mm — 1,33:1 — Muet
- Genre : Film dramatique
- Durée : une bobine (300 m)
- Dates de sortie : 
  -  États-Unis : 25 mars 1912

## Distribution
- King Baggot : Frank Rogers
- Rolinda Bainbridge : Ruth Dayton
- Gladys Egan : Lucille Rogers
- William E. Shay : James Hopkins